# Pinazolam
Il pinazolam (in inglese Pynazolam) è un derivato triazolobenzodiazepinico inventato negli anni '70. Negli anni Duemila è stato venduto online come droga sintetica. Rapporti aneddotici e studi in silico suggeriscono che abbia effetti ipnotici e sedativi relativamente potenti. Il pinazolam opera un potente rilascio di serotonina simile a quello del nimetazepam: ciò aumenta l'attività ipnotica e l'euforia. Prove aneddotiche hanno anche suggerito che i suoi effetti soggettivi sono simili alla metaqualone, anche se, a differenza di quest'ultimo, non può essere fumata o vaporizzata a causa del suo alto punto di fusione e di ebollizione.
Al 2023 sono disponibili dati farmacologici limitati, anche se c'è una crescente disponibilità del composto per scopi di ricerca.